# Полет 3142 LAPA
Полет 3142 LAPA е редовен вътрешен пътнически полет от летище „Хорхе Нюбери“, Буенос Айрес, до международното летище „Инженер Амброзио Л. В. Таравела“, Кордоба, Аржентина, управляван от LAPA. На 31 август 1999 г. самолетът „Боинг 737-204C“, който изпълнява полета, се разбива при опит за излитане от летището в Буенос Айрес, което довежда до смъртта на 63 души на борда на машината и още 2 на земята. Това е втората най-смъртоносна авиационна катастрофа в Аржентина след инцидента при полет 644 на „Айролиниас Архентинес“ 38 години по-рано.
Според комисията, която разследва произшествието, непосредствената причина за инцидента е, „че екипажът на полет 3142 на LAPA е забравил да разгъне предкрилките и задкрилките на крилата, за да започне излитане, и е пренебрегнал алармата, която го е уведомила за грешка в конфигурацията за излитане“. Пилотът Густаво Вайгел, който загива в катастрофата, и тези, които са отговорни за проследяването на работата му, са посочени като отговорни за инцидента.
Един от обвиняемите е намерен мъртъв в колата си през 2005 г. и според публикация става въпрос за самоубийство. Въпреки серията от дела през годините и няколкото обвиняеми в началото на февруари 2014 г. осъдителните присъди на служители на LAPA са отменени от Федералната касационна камара, тъй като времето, необходимо за изправяне на всички обвиняеми пред съда, надхвърля законовите срокове. По този начин цялото дело се счита за показателен случай на безнаказаност.